# Phumosia pollinosa
Phumosia pollinosa är en tvåvingeart som beskrevs av Zumpt 1956. Phumosia pollinosa ingår i släktet Phumosia och familjen spyflugor. Inga underarter finns listade i Catalogue of Life.